# Прущ-Гданьский
Прущ-Гданьский (пол. Pruszcz Gdański, нем. Praust)  —  город  в Польше, входит в Поморское воеводство,  Гданьский повят.  Имеет статус городской гмины. Занимает площадь 16,47 км². Население — 23 529 человек (на 2004 год).